# Ghada Amer
Ghada Amer (El Cairo, Egipto, 22 de mayo de 1963) es una artista plástica, afincada en Nueva York. Sus obras son principalmente pinturas bordadas realizadas desde la perspectiva de un trabajo tradicional de la mujer, como es la costura, con el que ella denuncia los roles y los estereotipos. Como artista contemporánea, su trabajo trata temas de género, la opresión hacía las mujeres, el sexo, el fundamentalismo religioso o la identidad cultural.

## Biografía
Nació en El Cairo el 22 de mayo de 1963 y se formó en Francia y Estados Unidos. En su niñez vio cómo su madre, una ingeniera agrónoma, se hacía trajes para ella y cómo las mujeres locales, a menudo, se reunían para coser. Su padre, Mohamed Amer, era diplomático y trasladó a la familia muchas veces, no solo a Francia sino a países como Libia, Marruecos y Argelia. Para ella, esta exposición a diferentes culturas son, en última instancia, los detalles biográficos más importantes necesarios para comprender su arte. A partir de los 11 años estudió en Niza en Villa Arson, donde siguió las enseñanzas del pintor francés Noël Dolla. Se graduó en 1989. En 1991, se fue a París para ingresar en el Institut des hautes études en arts plastiques. En 1997 recibió una beca de la Fundación Pollock-Krasner y en 1999 el premio de la UNESCO en la Bienal de Venecia. Vive y trabaja en Nueva York.

## Su obra
Influida por el expresionismo abstracto, abandona la pintura después de una estancia en Egipto para adoptar un medio artesanal y femenino: el bordado. Coge sus imágenes de las revistas de moda, las películas animadas de Disney, la publicidad y la pornografía. Para Ghada Amer, la abstracción es la expresión mayor de la masculinidad en historia del arte del XX. Es la razón para la cual ella íntegra un universo femenino en su obra a través del bordado, la pintura y la escultura. Su elección del bordado es una técnica utilizada desde hace mucho tiempo por las mujeres, a la pintura gouache o el aceite.
Deliberadamente, coloca la parte posterior del trabajo al frente, dejando los hilos del bordado colgando, como líneas de pintura, líneas de color. Borda figuras femeninas de imágenes de revistas y revistas porno para hombres. Ella cuestiona el papel de la mujer, la sexualidad y el placer en las sociedades contemporáneas.
La celebración de la vida libre de la mujer y la Paz necesaria y reivindicada frente una violencia irracional en el mundo son sus principales reveindicaciones. Así en su trabajo Five Women at Work (1991) representa la vida doméstica; en Private Rooms (1998) borda los pasajes del Corán que abordan las cuestiones de las mujeres; en Encyclopedia of Pleasure retoma un tratado medieval árabe del placer. En Diana in Black Degradé, sobre un lienzo negro se revelan cinco filas de parejas de siluetas desnudas de mujer, que sentadas y ocultando con sus manos su sexo, mantienen una actitud de diálogo.
Desde 2010, trabaja con Reza Farkhondeh.  En 2012, retoma de las obras de la historia occidental del arte (Ingres, Picasso) como en Quién mató a las Señoritas d'Avignon que, según la artista, estaban pintadas para un público masculino heterosexual y voyeur. Aborda también el papel de los cuentos infantiles y los dibujos animados como en Blancanieves sin los enanos.
En sus instalaciones urbanas también hace un ejercicio contra las desigualdades y la violencia. En 2018, expone en el Centre de Création Contemporaine Olivier Debré, Tours, Cactus Painting,  compuesto por miles de cactus de diversas formas y colores; este motivo vegetal aborda la cuestión del lugar de la mujer en la historia del arte y los estereotipos femeninos.
Participa en numerosas ocasiones en exposiciones colectivas como En rebeldía. Narraciones femeninas en el mundo árabe en el Instituto Valenciano de Arte Moderno (IVAM) en 2017 donde artistas femeninas árabes criticaron la visión monolítica de la cultura.
En 2022, Ghada Amer presentó My Body, My Choice, una frase polivalente, en la Goodman Gallery de Londres. Esta exposición sumergió al público en los diferentes intereses artísticos de  Amer.  Una exposición de jardinería aludía al interés de Amer por el arte natural o bioarte, y lienzos con frases bordadas exploraban lo que la artista denominó «una regresión de los derechos de la mujer».
En el año 2023 presentó en Valencia el proyecto "Esto nos salvará" junto a la Galería Ana Serratosa, donde instaló en los jardines del antiguo cauce del río Turia una escultura-jardín con macetas en forma de letra donde se podía leer "Esto nos salvará", haciendo referencia a la importancia de la agricultura sostenible en los núcleos urbanos.

## Citas de la artista
- «La seducción y el feminismo no son  incompatibles».[3]
- «En el arte, es más fácil ser hombre, blanco y anglosajón»[16]

## Exposiciones seleccionadas[17]
- 1999: Bienal de Venecia, Italia
- 1999: Centro Andaluz de Arte Contemporáneo de Sevilla
- 2000: Whitney biennal de Nueva York, Estados Unidos
- 2000: La Kwangju Biennial, Corea del Sur
- 2001: Musée village stuck, Múnich, Alemania
- 2002: De Appel fondation, Ámsterdam, Países Bajos
- 2003: Museum of African Art, Long Island City
- 2004: Hayward Gallery, Londres, Reino Unido
- 2004: Centre Georges Pompidou, París, Francia
- 2004: Mori Art Museum, Tokio, Japón
- 2004: Moderna Museet, Estocolmo, Suecia
- 2005: Bienal de Venecia, Italia
- 2006: Bienal de Sídney, Australia
- 2007: Musée d'art contemporain de Roma, Italia
- 2008: Brooklyn Museum, New York, Estados Unidos
- 2010: Centro Pompidou, París, Francia
- 2018: Dark Continent,  CCCOD, Tours
- 2023: Galería Ana Serratosa, Valencia

## Premios y reconocimientos
- La Pollock-Krasner Foundation Grant de Nueva York, 1997

- Premio UNESCO a la Bienal de Venecia, 1999